# HMS Newcastle (C76)
A HMS Newcastle a Brit Királyi Haditengerészet Town-osztályú könnyűcirkálója volt a második világháború során; ő volt a 7. hajó, ami ezt a nevet viselte. Ő volt az első az osztályából, aki szolgálatba lépett. A világháború során főleg a Földközi-tengeren és a Távol-Keleten szolgált.

## Felépítés, háború előtti szolgálat
A Newcastle a Town-osztály Southampton alosztályába tartozott. Az osztály a haditengerészet válasza volt a Mogami-osztályra és a Brooklyn-osztályra. Bár "könnyűcirkáló" volt, tűzerőben és méretben egyáltalán nem szenvedett hátrányt a nehézcirkálókkal szemben.
1934. október 4-én kezdték építeni, 1936. január 23-án bocsátották vízre; Helen Percy, Northumberland hercegnője keresztelte meg. 1937. március 5-én állt szolgálatba, miután a 2. Cirkáló Századba osztották be; a háború kitörésekor éppen javításon volt.

## Háborús szolgálat
A javítást 1939. szeptember közepén fejezték be, ezután áthelyezték a 18. Cirkáló Századba, és főleg konvojkíséreti és őrjárati feladatokat látott el. Novemberben észlelte a Scharnhorstot és a Gneisenaut a Rawalpindi-eset után. A Tyne-on ismét javításon esett át, és Plymouth vette az irányt, hogy invázióellenes feladatokban vegyen részt 1940 júliusában. Ennek keretében október 11-én Cherbourg-ot lőtte a Revenge-el együtt. Nem sokkal később a HMS Emerald és néhány romboló társaságában üldözőbe vettek német rombolókat Brest környékén; kettőt súlyosan megrongált a Newcastle, de végül nem sikerült sem elfogni, sem elsüllyeszteni őket.
November 13-án Gibraltár felé vette az irányt, hogy csatlakozzon a Földközi-tengeren szolgálatot teljesítő erőkhöz. A Spartivento-foknál november 27-én részt vett a brit és olasz hajók ütközetében, ami döntetlennel zárult. Decemberben az Atlanti-óceán déli részére vezényelték Buenos Aires környékére, hogy ott őrjáratozzon. Ez rendkívül sikeres időszak volt a Newcastle és legénysége számára, hiszen rengeteg ellenséges áruszállító hajót állítottak meg, de ezek rendszerint elsüllyesztették magukat, mielőtt a hajó odaért volna. Ekkoriban egyszer 126 napig folyamatosan tengeren volt; ez egyben új rekordot is jelentett. 1941 augusztusában Bostonba ment javításra és készletfeltöltésre, Plymouth-ba pedig december 29-én érkezett meg.
1942 februárjában a Keleti Flottához rendelték; indulás előtt felkészítették a trópusi körülményekre, illetve a japán kamikaze pilóták miatt megerősítették a hajó légvédelmi fegyverzetét; mivel nem volt elég hely az elhelyezésükre, az "X" löveget (a hátsó kettő közül a magasabban lévőt) eltávolították. Júniusig teljesített ott szolgálatot; ekkor áthelyezték a Földközi-tengerre konvojkíséreti szolgálatra. Június 15-én a német S-56-ról kilőtt torpedó eltalálta, és hatalmas lyukat ütve átszáguldott a hajó elején. A legénység gyors reakciójának köszönhetően nem süllyedt el a hajó, de csak idegőrlő sebességgel, mindössze 4 csomóval tudott haladni. Biztonságban megérkezett Alexandriába, ahol viszont nem tudták megjavítani a helyiek, de a legénységnek biztosítottak helyet és szerszámokat a javításokhoz. A lyukat egy fakeretes, betonnal feltöltött ideiglenes szerkezettel fedték le, és elindultak vele Brooklyn felé. A szerkezetet több helyen ki kellett cserélni, többek közt indiai, ceyloni és brazil kikötőkben is. Végül a Newcastle októberben érkezett Brooklyn hadikikötőjébe, ahol 1943 márciusáig javították a hajót, de még ezután sem volt 100%-os. A végleges javításokat Plymouth-ban végezték el, utána pedig ismét csatlakozott a Keleti Flottához, ahol a 4. Cirkáló Század zászlóshajója lett. A háború vége felé segített több, Japán által megszállt sziget parti állásainak lövésében, illetve a Brit 14. Hadsereget is segítette Burmánál.

## A világháború után

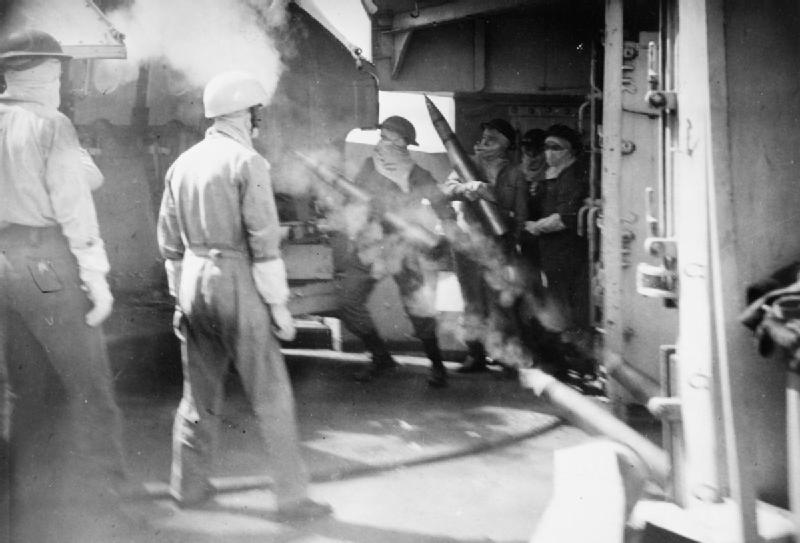
A Newcastle egyik 4"-es (100mm) ágyúja akció közben a Koreai háború idején

1945 májusában hazaindult Rosyth-ba, javítás és készletfeltöltés miatt. Ezekkel októberben végeztek, ezután pedig a katonaszállításokban segédkezett, egészen 1947-ig. Ugyanebben az évben az 1. Cirkáló Századhoz vezényelték a Földközi-tengerre, ahonnan pár évnyi szolgálat után tért haza. 1950/51-ben az elsők között modernizálták, majd a Koreai háború során ismét akcióba léphetett. A háború vége után a Keleti Flotta, azon belül az 5. Cirkáló Század tagja volt egészen 1958-ig, mikor hazarendelték leszerelni. 1959. augusztus 19-én érkezett meg Faslane-be, a Shipbreaking Industries telepére, ahol szétbontották.

## Fordítás
- Ez a szócikk részben vagy egészben  a   HMS Newcastle (C76) című angol Wikipédia-szócikk ezen változatának fordításán alapul.  Az eredeti cikk szerkesztőit annak laptörténete sorolja fel. Ez a jelzés csupán a megfogalmazás eredetét és a szerzői jogokat jelzi, nem szolgál a cikkben szereplő információk forrásmegjelöléseként.